# 血染的季節
《血染的季節》（英語：A Dry White Season）是一套1989年電影的美國劇情片，由尤桑·巴爾琪執導，當奴·修打蘭等主演。電影改編自安德烈·布林克1979年的同名小說，兩者均以1970年代仍在實行種族隔離政策的南非為背景，描述一名白人老師因黑人校工而展開的政治覺醒歷程。

## 演員表
- 當奴·修打蘭 飾 Ben du Toit
- Janet Suzman 飾 Susan du Toit
- Zakes Mokae 飾 Stanley Makhaya
- 於爾根·普羅赫諾 飾 Captain Stolz
- 蘇珊·莎朗頓 飾 Melanie Bruwer
- 馬龍·白蘭度 飾 Ian McKenzie
- Winston Ntshona 飾 Gordon Ngubene
- Leonard Maguire 飾 Bruwer
- Susannah Harker 飾 Suzette du Toit

## 外部連結
- 互联网电影数据库（IMDb）上《血染的季節》的资料（英文）
- Movie stills （页面存档备份，存于）
- A Dry White Season （页面存档备份，存于） discussion of novel by Andre Brink discusses on the BBC World Book Club